# Eva-Maria Beck-Meuth
Eva-Maria Beck-Meuth (geboren in München) ist eine deutsche Physikerin und seit 2019 Präsidentin der TH Aschaffenburg.

## Leben
Eva-Maria Beck-Meuth studierte Physik an der Ludwig-Maximilians-Universität München. Nach zweijähriger Forschungstätigkeit am Lawrence Berkeley National Laboratory an der University of California, Berkeley im US-amerikanischen Berkeley wurde sie 1988 an der Rheinischen Friedrich-Wilhelms-Universität Bonn zur Dr. rer. nat. in Experimentalphysik promoviert. Danach war sie als wissenschaftliche Referentin und Leiterin des IT-Referats bei der Alexander-von-Humboldt-Stiftung in Bonn, als Projektleiterin bei der Deutschen Telekom in Darmstadt und als Personalreferentin bei der Alcatel Space Operations tätig.
2002 wurde er sie zur Professorin für die Lehrgebiete Mathematik, Informatik und Projektmanagement für Ingenieurinnen und Ingenieure an der Fakultät Ingenieurwissenschaften der Hochschule Aschaffenburg berufen. Beck-Meuth war von 2011 bis 2013 Vorsitzende des Senats der Hochschule Aschaffenburg, Studiendekanin der Fakultät Ingenieurwissenschaften und von 2013 bis 2019 Vizepräsidentin für Studium und Lehre. Sie lehrte zudem an der Managementakademie Koppelsberg der Studienstiftung des deutschen Volkes, der Sommeruniversität für Ingenieurinnen an der Universität Bremen und der Seinäjoki University of Applied Sciences in Seinäjoki, Finnland.
Im November 2018 wurde Eva-Maria Beck-Meuth zur Präsidentin der TH Aschaffenburg gewählt und trat das Amt am 15. März 2019, dem Datum der Umfirmierung der Fachhochschule zur TH Aschaffenburg, an. Im November 2024 wurde sie für eine weitere sechsjährige Amtszeit gewählt.
2023 wurde ihr der Bayerische Verfassungsorden verliehen.
Sie ist verheiratet  und hat drei Kinder.

## Schriften
- Eva-Maria Beck: Nuclear shapes at very high spins, an experimental study in rare-earth nuclei, Bonn 1988 (Dissertation)[9]